# Cléty
Cléty település Franciaországban, Pas-de-Calais megyében. Lakosainak száma 809 fő (2022. január 1.). Cléty Pihem, Ouve-Wirquin, Remilly-Wirquin, Avroult, Delettes, Dohem és Bellinghem községekkel határos.

## Népesség
A település népességének változása:
| Lakosok száma | 710  | 743  | 772  | 772  | 786  | 793  | 804  | 814  | 809  |
|               | 2013 | 2015 | 2016 | 2017 | 2018 | 2019 | 2020 | 2021 | 2022 |